# NGC 2594
NGC 2594 è una galassia lenticolare situata nella costellazione del Cancro, a una distanza di circa 125 milioni di anni luce dalla nostra Via Lattea.

## Scoperta
La galassia è stata scoperta il 29 marzo 1865 dall'astronomo tedesco Albert Marth.